# Lullaby and... The Ceaseless Roar
Lullaby and... The Ceaseless Roar – dziesiąty studyjny album solowy angielskiego muzyka Roberta Planta. Płyta nagrana w stylistyce folk-rocka i rocka akustycznego została wydana przez Nonesuch Records we wrześniu 2014. Promują ją single: „Little Maggie” (interpretacja bluegrassowej piosenki wykonanej w 1948 r. przez Stanley Brothers) oraz „Rainbow”.
Album zadebiutował na czwartym miejscu na liście OLiS.

## Lista utworów
1. „Little Maggie”
2. „Rainbow	”
3. „Pocketful of Golden”
4. „Embrace Another Fall”
5. „Turn It Up”
6. „A Stolen Kiss”
7. „Somebody There”
8. „Poor Howard”
9. „House of Love”
10. „Up On The Hollow Hill (Understanding Arthur)”
11. „Arbaden (Maggie's Babby)”